# Romance (album)
Romance – drugi album studyjny kubańsko-amerykańskiej piosenkarki i autorki tekstów, Camili Cabello, który został wydany 6 grudnia 2019 roku nakładem wytwórni Epic Records oraz Syco Music. Płyta zawiera utwór "Señorita", nagrany wspólnie z kanadyjskim piosenkarzem Shawnem Mendesem, który znalazł się w wersji deluxe jego tytułowego, trzeciego albumu studyjnego, a także uplasował się na szczycie prestiżowej listy Billboard Hot 100.
W grudniu 2019 Cabello  zapowiedziała, że dla utrzymania stabilnej promocji projektu, od maja do września 2020 roku wystąpi na terenie Europy i Ameryki Północnej w ramach trasy koncertowej The Romance Tour.
Album w Polsce uzyskał status platynowej płyty.

## Lista utworów[17][18]
| Romance – edycja standardowa | Romance – edycja standardowa         | Romance – edycja standardowa | Romance – edycja standardowa                    | Romance – edycja standardowa |
| Nr                           | Tytuł utworu                         | Tekst | Muzyka                                          | Długość                      |
| ---------------------------- | ------------------------------------ | --- | ----------------------------------------------- | ---------------------------- |
| 1.                           | „Shameless”                          | Camila Cabello, Alexandra Tamposi, Andrew Wotman, Jonathan Bellion, Jordan Johnson, Stefan Johnson                                   | Andrew Watt, The Monsters and Strangerz         | 3:39                         |
| 2.                           | „Living Proof”                       | Cabello, Tamposi, Justin Tranter, Mattias Larsson, Robin Fredriksson                                                                 | Mattman & Robin                                 | 3:14                         |
| 3.                           | „Should've Said It”                  | Cabello, Louis Bell, Adam Feeney, Nate Mercereau, Eric Frederic, Wotman, Tamposi                                                     | Frank Dukes, Mercereau, Ricky Reed, Bell        | 3:20                         |
| 4.                           | „Señorita” (wraz z Shawnem Mendesem) | Cabello, Mendes,Wotman, Benjamin Levin, Tamposi, Charlotte Emma Aitchison, Jack Patterson, Magnus August Høiberg                     | Watt, Benny Blanco, Cashmere Cat                | 3:10                         |
| 5.                           | „Liar”                               | Cabello, Tamposi, Wotman, Bellion, J. Johnson, S. Johnson, Jenny Berggren, Jonas Berggren, Malin Berggren, Ulf Ekberg, Lionel Richie | Watt, The Monsters and Strangerz, Jon Bellion   | 3:27                         |
| 6.                           | „Bad Kind of Butterflies”            | Cabello, Philip Constable, Tamposi, Lindsay Gilbert, Crystal Nicole, J. Johnson, S. Johnson, Oliver Peterhof                         | DJ HardWerk, The Monsters and Strangerz, German | 2:49                         |
| 7.                           | „Easy”                               | Cabello, Tranter, John Hill, Feeney, Bell, Carter Lang, Westen Weiss                                                                 | Dukes, Bell, Lang, Weiss, Hill                  | 3:14                         |
| 8.                           | „Feel It Twice”                      | Cabello, Bell, Feeney, Tommy Paxton, Beesley, Matthew Tavares                                                                        | Dukes, Tavares                                  | 3:08                         |
| 9.                           | „Dream of You”                       | Cabello, Larsson, Fredriksson, Tranter                                                                                               | Mattman & Robin                                 | 3:42                         |
| 10.                          | „Cry for Me”                         | Cabello, Ryan Tedder, Feeney, Bell                                                                                                   | Dukes, Bell                                     | 3:09                         |
| 11.                          | „This Love”                          | Cabello, Sam Roman, Dayyon Alexander Drinkard, Jeff Shum                                                                             | Rush Hr, RØMANS                                 | 3:40                         |
| 12.                          | „Used To This”                       | Cabello, Finneas O’Connell, Amy Wadge                                                                                                | O’Connell, Bart Schoudel                        | 3:30                         |
| 13.                          | „First Man”                          | Cabello, Jordan Reynolds, Wadge | O’Connell, Reynolds                             | 3:48                         |
|                              |                                      | |                                                 | 43:50                        |

| Romance – edycja cyfrowa i streamingowa (bonus) | Romance – edycja cyfrowa i streamingowa (bonus) | Romance – edycja cyfrowa i streamingowa (bonus) |
| Nr                                              | Tytuł utworu                                    | Długość                                         |
| ----------------------------------------------- | ----------------------------------------------- | ----------------------------------------------- |

## Historia wydania
| Kraj  | Data             | Format                          | Wytwórnia  | Ref.          |
| ----- | ---------------- | ------------------------------- | ---------- | ------------- |
| Świat | 6 grudnia 2019   | CD, digital download, streaming | Epic, Syco | [ 17 ] [ 18 ] |
| Świat | 13 grudnia 2019  | CD (z autografem)               | Epic, Syco | [ 19 ]        |
| Świat | 30 stycznia 2020 | Kaseta                          | Epic, Syco |               |
| Świat | 30 stycznia 2020 | CD (alternatywne okładki)       | Epic, Syco |               |
| Świat | 14 lutego 2020   | Vinyl                           | Epic, Syco | [ 20 ]        |